# John Cummins
John Stephen Cummins (ur. 3 marca 1928 w Oakland, Kalifornia, zm. 3 grudnia 2024 tamże) – amerykański duchowny katolicki, biskup Oakland w latach 1977-2003.

## Życiorys
Pochodził z rodziny irlandzkich imigrantów. Jego starszy brat Bernard, był także księdzem – prałatem i superintendentem szkół katolickich archidiecezji San Francisco do śmierci w 1974 roku. Ukończył seminarium duchowne w Menlo Park. Święcenia kapłańskie otrzymał 24 stycznia 1953 i inkardynowany został do archidiecezji San Francisco. Pracował m.in. jako nauczyciel w Bishop O’Dowd High School w rodzinnym mieście. Po wyodrębnieniu w roku 1962 nowej diecezji z siedzibą w Oakland, ks. Cummins inkardynował się do niej i został jej pierwszym kanclerzem. Od 1963 roku nosił tytuł prałata. W 1971 objął obowiązki dyrektora Kalifornijskiej Konferencji Katolików.  
26 lutego 1974 papież Paweł VI mianował go biskupem pomocniczym Sacramento ze stolicą tytularną Lambaesis. Sakry udzielił mu ówczesny zwierzchnik tej diecezji bp Alden John Bell.
3 maja 1977 mianowany ordynariuszem Oakland. 1 października 2003 papież Jan Paweł II przyjął jego rezygnację z powodu osiągnięcia wieku emerytalnego.
Zmarł 3 grudnia 2024.